# فوتبال پنج‌نفره

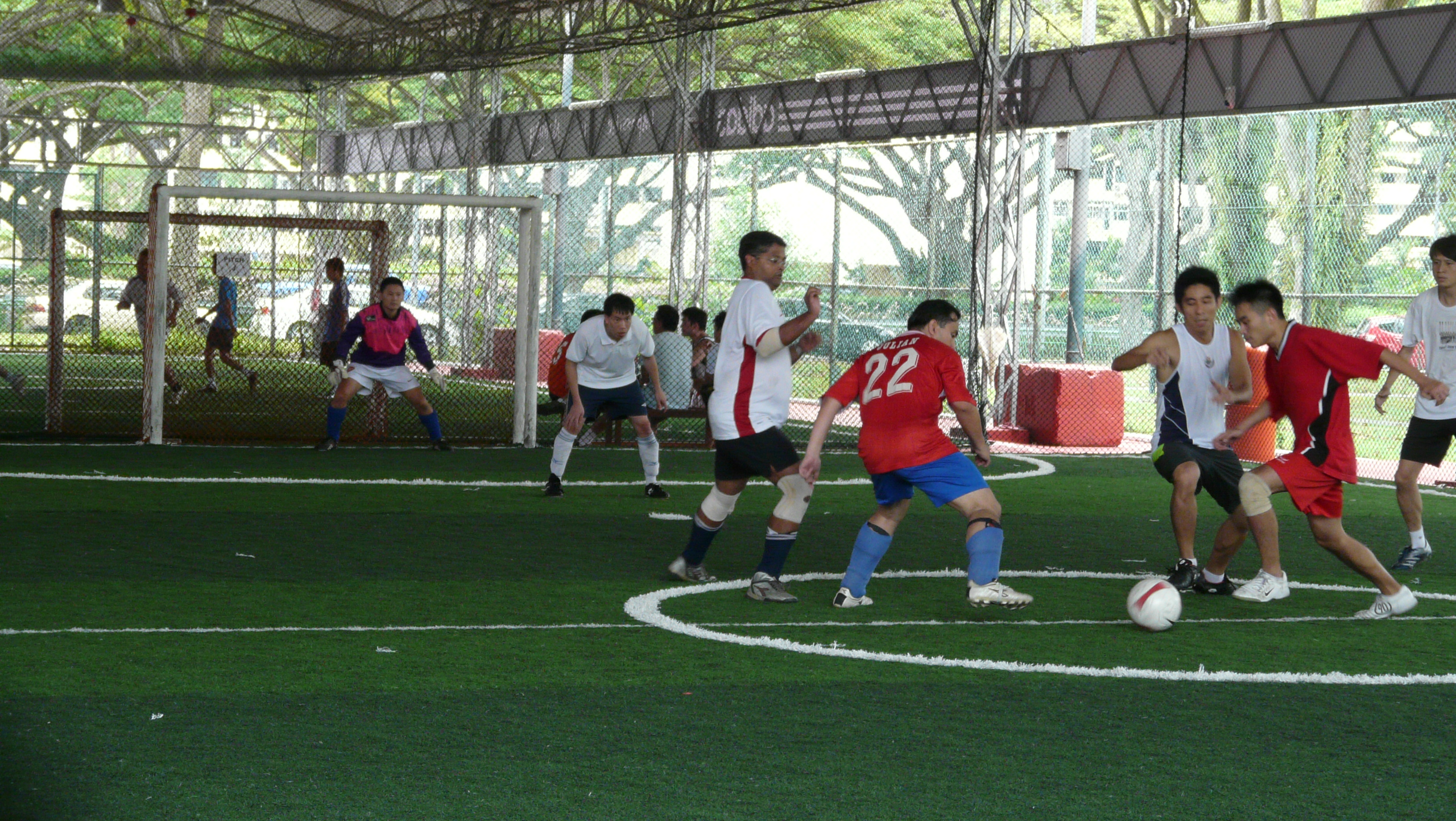
بازیکنان فوتبال پنج‌نفره را روی زمین چمن مصنوعی انجام می‌دهند. سنگاپور.

فوتبال پنج‌نفره(به انگلیسی:  Five-a-side football)، یکی از انواع‌ انواع فوتبال است که در آن پنج بازیکن (چهار بازیکن آزاد و یک دروازه‌بان) به‌جای یازده بازیکن، به رقابت با یک‌دیگر می‌پردازند و فوتبال بازی می‌کنند.